# Paint Rock (Teksas)
Paint Rock je gradić u američkoj saveznoj državi Teksas. Prema popisu stanovništva iz 2010. u njemu je živjelo 273 stanovnika.